# Horești, Ialoveni

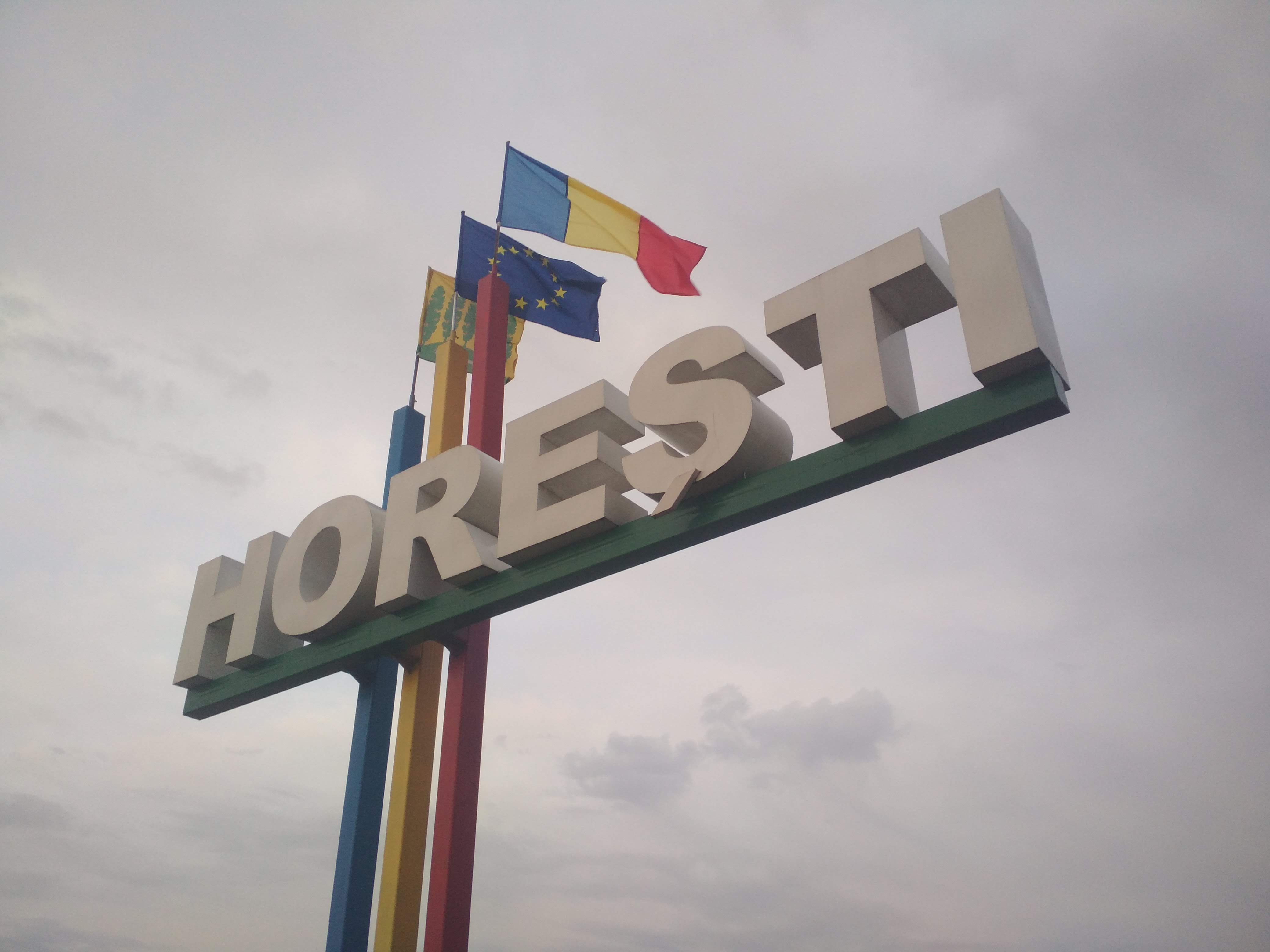
Semn comemorativ la intrarea în sat

Horești este un sat din Raionul Ialoveni, Republica Moldova.

## Demografie

### Structura etnică
Structura etnică a localității conform recensământului populației din 2004:
| Grup etnic                                               | Populație | % Procentaj  |
| -------------------------------------------------------- | --------- | ------------ |
| Băștinași declarați Moldoveni Băștinași declarați Români | 3467 120  | 95,91% 3,32% |
| Ruși                                                     | 16        | 0,44%        |
| Ucraineni                                                | 7         | 0,19%        |
| Bulgari                                                  | 3         | 0,08%        |
| Alții                                                    | 2         | 0,06%        |
| Total                                                    | 3615      |              |

## Administrație și politică
Componența Consiliului local Horești (13 consilieri), ales la 5 noiembrie 2023, este următoarea:
|  | Partid                           | Consilieri | Componență | Componență | Componență | Componență | Componență | Componență | Componență | Componență | Componență | Componență |
|  | -------------------------------- | ---------- | ---------- | ---------- | ---------- | ---------- | ---------- | ---------- | ---------- | ---------- | ---------- | ---------- |
|  | Partidul Acțiune și Solidaritate | 10         |            |            |            |            |            |            |            |            |            |            |
|  | Liga Orașelor și Comunelor       | 3          |            |            |            |            |            |            |            |            |            |            |